# Анкоро
Анкоро (фр. Ankoro) — деревня на востоке Демократической Республике Конго, в провинции Танганьика.  

## География
Анкоро расположен на западном берегу реки Луалаба, напротив места впадения в нее реки Лувуа.

## История
К концу Второй конголезской войны, в ноябре 2002 года произошли бои между правительственными войсками в Анкоро и повстанческими силами, удерживавшими территорию за рекой. Люди бежали в посадки вокруг города, где им приходилось добывать еду. Погибло около 100 человек, было сожжено более 3000 домов. Продовольствие, хранившееся в городе, было разграблено солдатами, и в начале сезона дождей не было семян для посева. Община Анкоро находилась в отчаянном состоянии, более 40% её членов недоедали. Пытаясь облегчить ситуацию, в марте 2003 года World Vision организовала поставку 626,4 т кукурузы, масла и соли. Помощь будет доставлена по железной дороге из Лубумбаши в Букаму, а затем в течение трех дней по реке в Анкоро.